# لولا لان
لولا لان (بالإنجليزية: Lola Lane)‏ هي ممثلة أمريكية، ولدت في 21 مايو 1906 في إنديانا في الولايات المتحدة، وتوفيت في 22 يونيو 1981 في سانتا باربارا في الولايات المتحدة.

## أعمال

### أفلام
- (1938) أربع بنات

## وصلات خارجية
- لولا لان على موقع IMDb (الإنجليزية)
- لولا لان على موقع تيرنر كلاسيك موفيز (الإنجليزية)
- لولا لان على موقع قاعدة بيانات الأفلام السويدية (السويدية)
- لولا لان على موقع إن إن دي بي (الإنجليزية)
- لولا لان على موقع قاعدة بيانات الفيلم (الإنجليزية)